# 박준용
박준용 (1992년 10월 26일 ~ )은 대한민국의 전직 스타크래프트 II 프로게이머다.
길드는 Op ClaNWHITE-이며 종족은 테란이며, 아이디는 Virus , Smile[WHITE]이다.
2009년 상반기 드래프트에서 위메이드 폭스의 1차 지명으로 입단하였다.
2010년 스타크래프트 II가 출시 이후 종목을 스타크래프트 II로 전향했다.
스타테일에서 활동했으며 2012년 은퇴했다.

## 주요 기록
- 2011년 2011 인텔 글로벌 스타크래프트 II 리그 Mar. Code A 8강
- 2011년 2011 LG 시네마 3D, 인텔코리아 글로벌 스타크래프트 II 리그 May Code S 16강
- 2011년 2011 LG 시네마 3D, 인텔코리아 슈퍼 토너먼트 32강
- 2011년 2011 PEPSI 글로벌 스타크래프트 II 리그 July Code S 32강
- 2011년 2011 PEPSI 글로벌 스타크래프트 II 리그 Aug. Code S 16강
- 2011년 2011 소니 에릭슨 글로벌 스타크래프트 II 리그 Oct. Code S 16강
- 2011년 2011 소니 에릭슨 글로벌 스타크래프트 II 리그 Nov. Code S 32강
- 2012년 2012 핫식스 2012 글로벌 스타크래프트 II 리그 시즌 1 Code A 24강
- 2012년 2012 핫식스 2012 글로벌 스타크래프트 II 리그 시즌 2 Code S 16강
- 2012년 2012 무슈제이 2012 글로벌 스타크래프트 II 리그 시즌 3 Code A 48강
- 2012년 IGN ProLeague Season 4 28강